# Julius Tholle
Carl Julius Gundersen Tholle (født 21. juli 1831 i København, død 7. november 1871 i Viborg) var en dansk arkitekt virksom i den historicistiske periode.

## Liv og virke
Tholle var ældste søn af skomagermester Henrik Tholle og Ane Marie f. Gundersen. Han blev født i København den 21. juli 1831. Da han som barn viste lyst og gaver for tegning, blev han lærling af G.F. Hetsch og fik allerede i 1841 adgang til Kunstakademiets skoler for at uddannes til bygmester. Efter sin vejleders råd trådte han tillige, så snart han var konfirmeret, i murerlære og blev svend. Derefter fortsatte han med større kraft sine studier ved Akademiet og blev i marts 1852 elev på arkitekturskolen. I 1853-54 forlod han atter en tid skolen for at virke som bygningskonduktør under L.A. Winstrup ved dennes bygningsarbejder i Flensborg, men om vinteren 1854-55 var han igen i København, vandt i januar 1855 den mindre og i oktober samme år den store sølvmedalje ved Akademiet, tilbragte derpå atter nogle år i praktisk virksomhed under N.S. Nebelong ved opførelsen af Skagens nye fyrtårn (1856-58), ved ombygningen af Tranekær Slot på Langeland (1862) m.m. Samtidig byggede han også for egen regning.
Om vinteren 1862-63 vandt han den mindre guldmedalje for opgaven Et fyrsteligt Landslot, og da N.S. Nebelong imidlertid havde overtaget genopførelsen af Viborg Domkirke, knyttede han Tholle til sig som den, der skulle have det stadige tilsyn med arbejdets udførelse. Idet den unge kunstner med stor samvittighedsfuldhed, varm kærlighed og udviklet indsigt ledede udførelsen i det enkelte af dette mærkelige bygningsværk, såvel ved at gøre de tegninger, hvorefter enkelthederne skulle udføres, som ved at påse, at det vanskelige stenhuggerarbejde i den hårde granit fik det kunstneriske præg, der var nødvendigt, har han ved siden af den egentlige bygmester den væsentligste del i, at Viborg gamle Domkirke blev ført tilbage til en fortidig skikkelse i fri historisk rekonstruktion. Men hverken Nebelong eller Tholle oplevede værkets afslutning; den sidste hånd blev lagt derpå af H.B. Storck.
For at tilegne sig kundskaber i det enkelte til den alvorlige gerning, Tholle her gik til, foretog han, med understøttelse af Det Classenske Fideikommis, i 1864 en rejse til Tyskland for at granske de kirker, der viste en lignende stil, navnlig langs ad Rhinen. I 1868-69 rejste han ligeledes udenlands, denne gang med Akademiets stipendium og til Italien. Eftertidens dom over rekonstruktionen af domkirken har været ublid, men Tholles værk må vurderes i forhold til datidens normer, og som historicistisk arkitekt var han blandt de mest talentfulde i sin generation.
Han blev gift 19. juni 1866 i Borbjerg med Mathilde Frederikke Olsen (19. marts 1834 i Helsingør – 6. oktober 1916 på Frederiksberg), datter af overlærer, senere rektor Frederik Christian Olsen og Marthe Helena Andrea Schütte.
Den korte tid, det endnu var ham forundt at virke i, gjorde han sig tillige fortjent af Viborg by og omegn ved den dygtighed og smag, hvormed han ledede ikke få selvstændige bygningsforetagender der. Blandt hans arbejder i Viborg kan nævnes Sparekassen, Nørrejydske Kreditforenings bygning, flere private gårde, Depotbygningen, Exercerhuset og Ting- og Arresthuset, som han heller ikke nåede at få fuldført. Thi efter i længere tid at have lidt af tuberkulose, bortkaldtes han fra sit livs gerning ved morgengry den 7. november 1871, knap en måned efter bygmesteren N.S. Nebelongs død. Til hans minde blev stiftet et legat "til Viborg Domkirkes indre Udsmykning" med kgl. konfirmation af 16. januar 1873. Han er begravet i Viborg (gravstedet findes ikke mere).

## Værker

### IFlensborg
- Joh. Sørensens Kød- og Pølseforretning og en jernstøberiforretning (1854)

### IViborg
- Viborg Domkirke (1864-71, sammen med N.S. Nebelong, fuldført af H.B. Storck 1876)
- Borger- og håndværkerstiftelse, Reberbanen (1865)
- Sommerrestaurant Salonen, Borgvold (1867, ødelagt ved en sabotageaktion 1943)[1]
- Kreditforeningen af jydske Landejendomsbesiddere, Hjultorvet (1868, fraflyttet 1906, flere senere ombygninger, 1924 af Fr. Jensen, udvidet 1957, nu Viborg Museum)
- Sparekassen, senere KFUMs soldaterhjem, Sct. Mathias Gade 49 (1868, tilbygning 1889 ved H.C. Amberg)
- Graverbolig, kirkegården (1868)
- Butiksindretning, Preislers Gård (1869)
- Ejendom, Nytorv 3 (1870)
- Eksercerhuset, nu magasin for Landsarkivet for Nørrejylland, og Depotbygningen, nu beboelsesejendom, Rødevej (1871, fredet 1971)
- Ejendom, Skt. Mathiasgade 27 (1871)
- Viborg Råd-, Ting- og Arresthus, fra 1877 også Landsoverretten for Nørrejylland (tegning antagelig 1871, opført 1872-74 af V.Th. Walther, byrådssal restaureret 1948 af Fr. Jensen)

### PåLangeland
- Restaurering og ombygning af Tranekær Slot (1862, sammen med N.S. Nebelong)
- Hovedbygning på Nedergård (1867)
- Charlottenlund ved Lohals (1867-68)
- Steensgård Møllegård (1870)

### Andre steder
- Tårn, Harre Kirke (1869)
- Præstegårde i Karrebæksminde (1867-68), Farsø (1870) og Højslev (1871)
- Skive Rådhus (ombygning 1870)
- Tilbygning til Skive Sygehus og jordmoderhuse (1870)
- Hovedbygning til Langesgård ved Eskær (1870-71, fredet 2005)

### Konkurrencer
- Det Kongelige Teater (1870-71)

## Henvisning
- Julius Tholle på gravsted.dk

1. ↑  Helmuth Spanggaard: Viborg by og egn FØR&NU, bd. IV, side 46, Viborg 2002